# カーラ・ウィリアムズ
カーラ・ウィリアムズ（Cara Williams, 1925年6月29日 - 2021年12月9日）は、アメリカ合衆国ニューヨーク出身の女優。俳優ジョン・ドリュー・バリモアの最初の妻で、息子ジョン・ブリス・バリモアも俳優である。

## 出演作品

### 映画
- 死刑は俺の手で
- ホワイト・バッファロー
- 現金お断り
- 手錠のまゝの脱獄
- 追憶
- ラスヴェガスで逢いましょう
- モンテカルロ・ベイビー
- 影なき殺人